# Anna Hedborg
Anna Margareta Hedborg, född 17 september 1944 i Hudiksvall, är en svensk ämbetsman och socialdemokratisk politiker. Hon var socialförsäkringsminister 1994–1996, generaldirektör för Riksförsäkringsverket 1996–2004 och ordförande för Statens kulturråd 2004–2008.

## Biografi
Anna Hedborg är dotter till civilingenjören Fritz Hedborg och Hedvig Reuterswärd. Hon blev civilekonom vid Handelshögskolan i Stockholm 1967, var anställd vid SIDA 1967–1969, vid Finansdepartementet 1969–1972, vid LO 1972–1988 och vid Svenska kommunförbundet 1988–1990.
Hedborg är kanske mest känd för att 1974 ha lagt fram det ursprungliga förslaget om löntagarfonder tillsammans med Rudolf Meidner. Förslaget syftade till att öka fackförbundens makt över det privata näringslivet och öka den ekonomiska demokratin där, kom att polarisera svensk samhällsdebatt under 1970-talet och tidigt 1980-tal. Hon har även varit engagerad i att ge kvinnor möjligheter att förvärvsarbeta och 1981 väckte hon uppmärksamhet då hon kallade hemarbetande kvinnor för "förrädare", ett uttalande som hon senare bad om ursäkt för. Under valrörelsen 1982 menade Hedborg att det till följd av Sveriges höga marginalskatter kunde vara en form av skatteflykt att som deltidsarbetande baka bullar hemma. Uttalandet publicerades i Dagens Nyheter och orsakade debatt.
År 1990 utsågs Hedborg till statssekreterare i socialdepartementet, vilket hon var till valförlusten 1991. Hon arbetade därefter i den socialdemokratiska riksdagsgruppen 1991–1992 och var landstingsdirektör i Kopparbergs läns landsting 1992–1994.
När Regeringen Carlsson III tillträdde efter maktskiftet 1994 blev hon socialförsäkringsminister (biträdande socialminister). Hon fick lämna statsrådsposten när Göran Persson tillträdde som statsminister 1996, och blev istället generaldirektör för Riksförsäkringsverket från 1996 till 2004. Hedborg var även aktiv inom pensionsarbetsgruppen och genomförandegruppen. Gruppen skrev utkastet till det nya pensionssystem som presenterades 1998.
År 2004 fick Hedborg i uppdrag av regeringen Persson att utreda socialförsäkringarna och den allmänna sjukförsäkringen. Några slutsatser hon kom fram till i sin utredning Mera försäkring och mera arbete (SOU 2006:86) var bland annat att formulerade som följer: "Försäkringen har inte fungerat som den borde. Vårt uttryck för detta är att sjukförsäkringen är för mjuk." En annan slutsats löd enligt följande: "En möjlig reformväg är att helt enkelt strama åt, att underkänna vissa diagnoser, att sänka ersättningar, att låta sjukdomens pris bli så högt att människor tvingas ut ur försäkringen. Men det är en nödlösning. Vägen till en stabil försäkring kan också gå via förändringar som bygger på något nytt och bättre. Att skapa en mindre mjuk försäkring behöver inte innebära att det är de sjuka som kläms åt."
Anna Hedborg var 1973–1984 gift med psykiatern Bengt Herulf (1922–2005), med vilken hon fick en son 1974. Därefter var hon sambo med John-Olof Persson till dennes död 1989.